# Сонин (Португалия)
Сонин (порт. Sonim) — район (фрегезия) в Португалии, входит в округ Вила-Реал. Является составной частью муниципалитета Валпасуш. По старому административному делению входил в провинцию Траз-уж-Монтиш и Алту-Дору. Входит в экономико-статистический субрегион Алту-Траз-уш-Монтеш, который входит в Северный регион. Население составляет 650 человек на 2001 год. Занимает площадь 11,03 км².